# 1756
Évszázadok: 17. század – 18. század – 19. század
Évtizedek: 1700-as évek – 1710-es évek – 1720-as évek – 1730-as évek – 1740-es évek – 1750-es évek – 1760-as évek – 1770-es évek – 1780-as évek – 1790-es évek – 1800-as évek
Évek: 1751 – 1752 – 1753 – 1754 –  1755 – 1756 – 1757 – 1758 – 1759 – 1760 – 1761

## Események

### Határozott dátumú események
- január 16. – Poroszország és Anglia megköti a westminsteri egyezményt, amely biztosítja a Hannoveri Választófejedelemség semlegességét a hétéves háborúban.[1]
- március 13. – Szentpéterváron Ausztria és Oroszország szerződést köt.[1]
- március 24. – II. Frigyes porosz király kötelezi a parasztokat, hogy termesszenek burgonyát.[2]
- május 1. – Franciaország és a Habsburg Birodalom szövetséget köt Versailles-ban Poroszország ellen.
- május 17. – Nagy-Britannia hadat üzen Franciaországnak; megkezdődik a hétéves háború.[3]
- július 30. – Carszkoje Szelóban Francesco Bartolomeo Rastrelli bemutatja Erzsébet cárnőnek a teljesen átépített Katalin-palotát.[4]
- augusztus 21. – II. Frigyes porosz király bevonul Szászországba,[1] és elfoglalja Drezdát.
- szeptember 26. – Mária Terézia horvát bánná nevezi ki Nádasdy Ferenc grófot.[5]
- október 1. – A lobositzi csatában a poroszok győzelmet aratnak az osztrákok felett.[6]
- október 31. – Giacomo Casanova megszökik a velencei dózsepalota ólombörtönéből.[7]

## Születések
- január 1. – Boráros János magyar politikus, Pest városi főbírája, alpolgármester († 1834)
- január 27. – Wolfgang Amadeus Mozart, osztrák zeneszerző († 1791)
- március 2. – Vincent-Marie Viénot de Vaublanc, royalista francia politikus, képviselő, belügyminiszter és író († 1845)
- április 23. – Jacques Nicolas Billaud-Varenne, francia jakobinus politikus († 1819)
- július 25. – Viczay Mihály, régiség- és könyvgyűjtő, numizmatikus († 1831)
- november 5. – Berta György, magyar akadémiai tanár († 1820)
- december 11. – Anton Tomaž Linhart, szlovén drámaíró, költő és történész († 1795)
- december 26. – Bernard Germain de Lacépède, francia természettudós, biológus († 1825)
- december 28. – Ányos Pál, szerzetes, tanár, költő († 1784)

## Halálozások
- április 16. – Jacques Cassini francia csillagász (* 1677)
- június 22. – Rákóczi György, II. Rákóczi Ferenc és Hessen–Wanfriedi Sarolta Amália harmadik fia, Rákóczi József öccse (* 1701)
- október 10. – Daróczi György, bölcsészdoktor, jezsuita rendi tanár, költő (* 1699)